# Oripoda alata
Oripoda alata är en kvalsterart som först beskrevs av Balogh och Sandór Mahunka 1980.  Oripoda alata ingår i släktet Oripoda och familjen Oripodidae. Inga underarter finns listade i Catalogue of Life.